# وزارت دفاع (سوئد)
وزارت دفاع سوئد (انگلیسی: Ministry of Defence) وزارتخانه‌ای در دولت سوئد است که مسئول سیاست‌های مربوط به دفاع ملی و دفاع مدنی است.
این وزارتخانه در حال حاضر توسط وزیر دفاع، پال جانسون از حزب میانه‌رو، اداره می‌شود.
این وزارتخانه در ۱ ژوئیه ۱۹۲۰ تأسیس شد، زمانی که وزارت دفاع زمینی و وزارت امور دریایی در یک وزارتخانه ادغام شدند.
ستاد مرکزی این وزارتخانه در خیابان یاکوبسگاتان در شهر استکهلم واقع شده است، جایی که از سال ۱۹۶۶ در آنجا مستقر بوده است.